# Cycloonseizoen van het zuiden van de Grote Oceaan 2014-2015
Het cycloonseizoen van het zuiden van de Grote Oceaan 2014-2015 is de periode waarin de meeste tropische cyclonen zich vormen in het zuiden van de Grote Oceaan ten oosten van de 160e graad oosterlengte. Het seizoen loopt officieel van 1 november 2014 tot april 2015, maar alle tropische cyclonen tussen 1 juli 2014 en 30 juni 2015 worden meegerekend in dit seizoen.